# Helen Zimmern
Helen Zimmern (Amburgo, 25 marzo 1846 – Firenze, 11 gennaio 1934) è stata una scrittrice e traduttrice tedesca naturalizzata britannica.

## Biografia
Figlia del commerciante di merletti Hermann Theodor Zimmern e di Antonia Marie Therese Regina, fu sorella di Alice Zimmern e cugina dello storico Alfred Eckhard Zimmern. Nel 1850 si trasferì con la famiglia nel Regno Unito a seguito della rivoluzione tedesca del 1848-1849, dove studiò sia con precettori privati, sia in una scuola a Londra.
Le sue opere spaziavano per diversi generi letterari e argomenti, come la storia, la filosofia, l'arte, la letteratura e le biografie. Contribuì ad alcune riviste quali The Examiner, Blackwood's Magazine e Fraser's Magazine. Del 1876 è la sua biografia su Arthur Schopenhauer, che contribuì a far conoscere nel Regno Unito. L'opera le valse un invito da parte di Richard Wagner al Festival di Bayreuth, dove incontrò Friedrich Nietzsche che le commissionò la traduzione del suo Crepuscolo degli idoli. Nel 1878 seguì una biografia su Gotthold Ephraim Lessing.
Interessata alla cultura europea e soprattutto italiana, nel 1880 collaborò con sua sorella Alice nel tradurre alcuni classici europei. Tradusse diverse opere dall'italiano e si interessò all'arte italiana. Negli anni 1880 pubblicò Tales from the Edda, una raccolta di miti e usi popolari indoeuropei, nonché The Hansa Towns, una biografia su Lawrence Alma-Tadema.
Nel 1887 si trasferì a Firenze presso il Palazzo Buondelmonti. Nei suoi ultimi scritti, come The New Italy (1918) e l'articolo Jewish home life uscito sul Fraser's Magazine, si percepisce il suo sentimento antitedesco in favore di una più stretta collaborazione italobritannica. Fece parte dell'Associazione della stampa di Roma, fu curatrice della Florence Gazette e collaborò a lungo con il Corriere della Sera.

## Opere

### Libri
- Stories in Precious Stones, Henry S. King & Co, 1873
- Arthur Schopenhauer, his Life and his Philosophy, 1876
- Gotthold Ephraim Lessing, his Life and his Works, 1878
- Maria Edgeworth Archiviato il 14 settembre 2015 in Internet Archive., London : W.H. Allen, 1883
- The Story Of The Nations. The Hansa Towns, London, T. Fisher Unwin, 1889
- (ed.) The Discourses of Joshua Reynolds, 1887.
- Tales from the Edda
- Sir Lawrence Alma Tadema, London, George Bell & Sons, 1902
- The Italy of the Italians', 1906
- Tripoli and Young Italy, 1912 con Charles Lapworth
- Italian Leaders of Today, London, Williams & Norgate, 1915
- The New Italy, 1918

### Traduzioni
- Lessing, Gotthold Ephraim, Selected Prose Works of G.E. Lessing, Ed. Edward Bell, Trad. di Helen Zimmer & E.C. Beasley, London, George Bell & Sons, 1879
- Half-Hours with Foreign Novelists, 1880 (sezioni di vari romanzi, con sua sorella Alice Zimmern)
- Ferdowsi, Shahnameh (The Epic of Kings), 1883, Iran Chamber Society, MIT
- Carmen, Sylva, Pilgrim sorrow : a cycle of tales, New York, Henry Holt & Co, 1884
- Goldoni, Carlo, The Comedies of Carlo Goldoni, introduzione di Helen Zimmern, London, David Stott, 1892
- Lewes, Louis, The women of Shakespeare, New York, Putnam's & Ldon, Hodder, 1895
- Nietzsche, Beyond Good and Evil, T. N. Foulis, 1906
- Nietzsche, Human, All Too Human, T. N. Foulis, 1909
- Cesare, Raffaele de, The last days of Papal Rome, 1850–1870, London, Constable, 1909
- Lessing, Gotthold Ephraim, Laokoon, and How the ancients represented death, with Beasley, Edward Calvert, London, 1914